# Barton Sewell
Barton Sewell (1847 - 1915) fue un empresario y financiero estadounidense. Se le recuerda, sobre todo, por haberse asociado en 1904 con William Braden para comprar la gran mina chilena de cobre El Teniente. Barton Sewell nunca puso un pie en Chile, y se limitó a participar del negocio como alto ejecutivo de la Braden Copper Company (Compañía Cuprífera Braden) desde las oficinas centrales en Nueva York.

## Biografía
Participó en múltiples actividades mineras, como miembro de varios directorios de las empresas de los hermanos Guggenheim. Por ejemplo, en 1903 actuó con este clan en la fundación de un gran cartel empresarial, también dedicado a la industria química y fabricación de pinturas: la United Lead Company (Compañía Unida del Plomo, que hoy sobrevive con el nombre de UL Industries), con sede en Nueva Jersey.
La muerte de este capitalista, en 1915, motivó que el campamento minero vecino a la mina, primero llamado El Establecimiento y después El Molino, fuera rebautizado con el nombre de Sewell. El lugar tomaría fama local al convertirse, con los años, en la única ciudad de alta montaña edificada en Chile.
Tras la muerte de Barton Sewell, y aprovechando el creciente desinterés de William Braden, entonces embarcado en la apertura de nuevos yacimientos de cobre en el norte de Chile, los hermanos Guggenheim también terminarán por tomar el control de la Braden Copper Company.